# キャットレディ

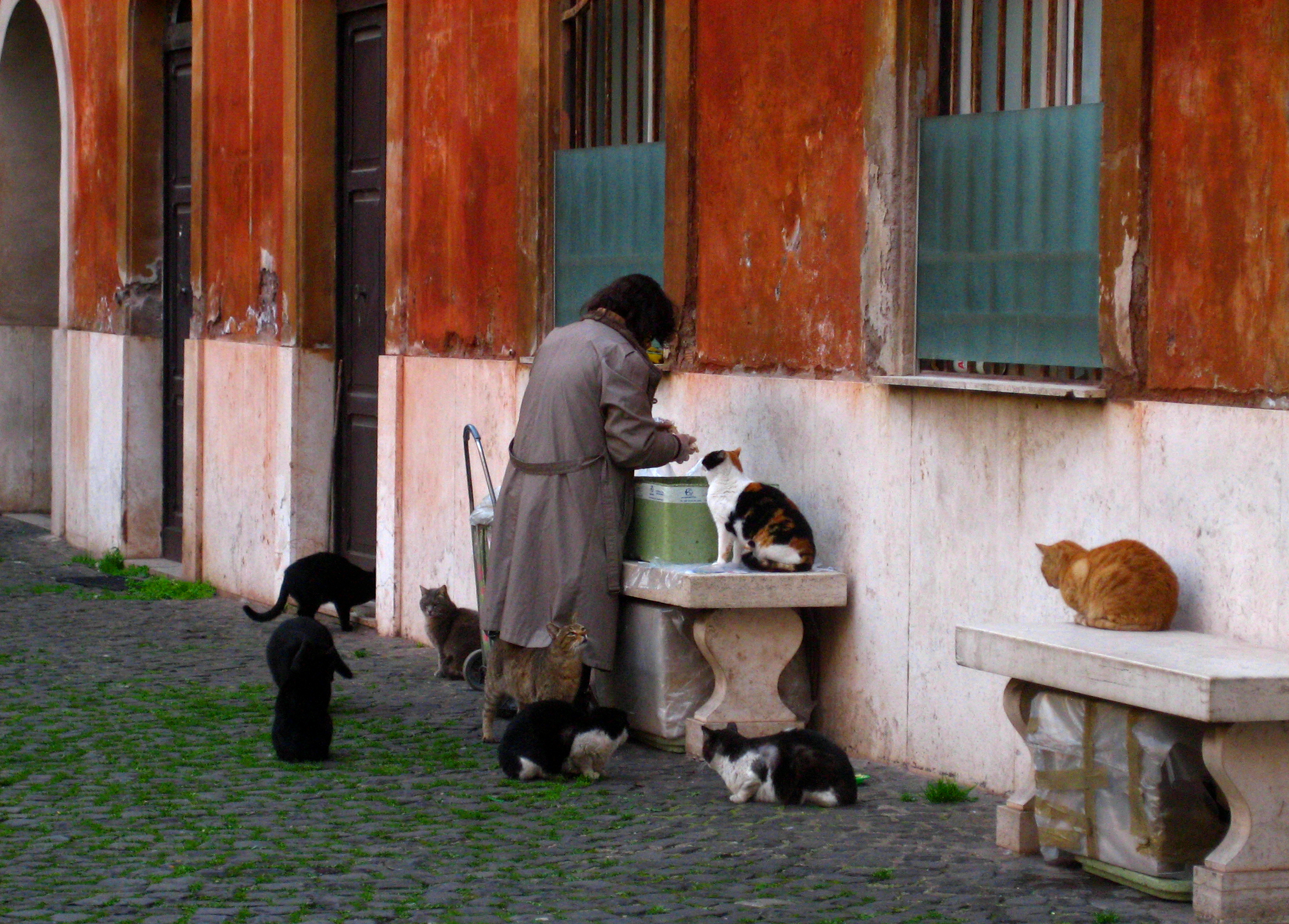
猫に餌をやる女性（ローマ）

キャットレディ（英語: cat lady）は、複数の猫を飼っている中年あるいは高齢の女性、オールドミス、未亡人として描かれる文化的類型（ストックキャラクター）である。一般に侮蔑的な表現として使われるが、一方で特に猫を偏愛する人々からむしろ肯定的に受け止められることもある。

## 用例と連想

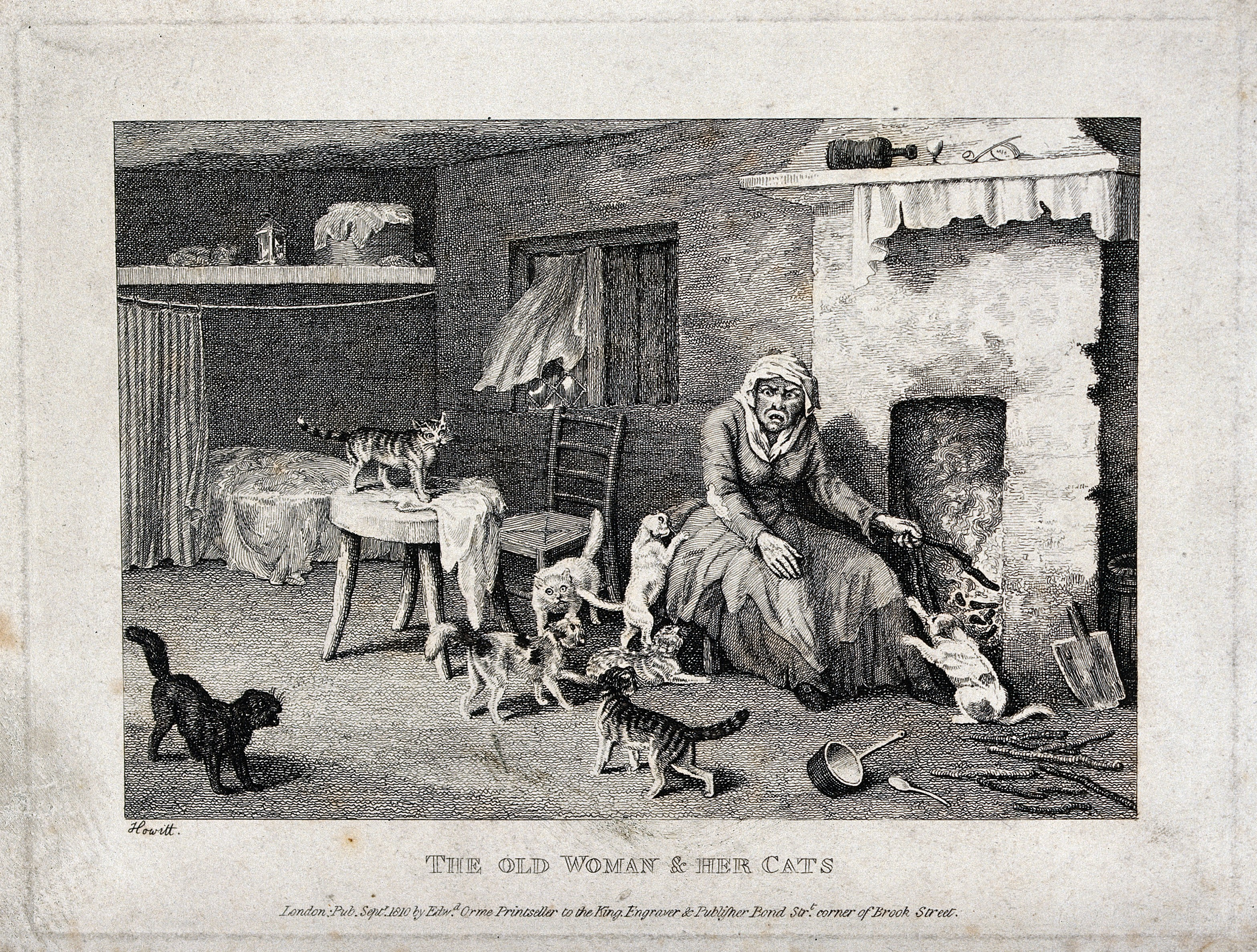
「老女と飼い猫」（サミュエル・ハウィット、1811年）

猫を飼う女性は、長年にわたりオールドミスや未亡人、さらには魔女のイメージと結びついていた。また現代においては「ロマンスに恵まれない（たいていキャリア志向の）女性」というイメージがついてまわっている。さらに「キャットレディ」という言葉は、もはや猫を飼っているかどうかに関係なく、子供のいない女性に対する侮蔑的な表現にもなっている。
文脈によっては、通常は侮蔑的な「クレイジーな（crazy）」という形容詞を使って、さらに侮蔑的意味を強めたり、あるいは逆にユーモアや肯定的な意味を加えることがある。作家や有名人のなかには、ジェンダーにもとづく「クレイジー・キャットレディ」というステレオタイプを打破しようと、この言葉を動物好き、あるいはいろいろな猫に救いの手をさしのべ、世話を焼く人 、そしてなにより精神的にも健全な人、という意味を持たせようとする人たちもいる。ニューヨーク神経心理学・法医行動科学センター（New York Center for Neuropsychology and Forensic Behavioral Science）のナフタリ・ベリル（Naftali Berrill）はAOLヘルスの記事でこう語っている。「他者に対して自分を表現するのがきわめて困難な時間となる人々もいる。そういう人が、愛情を求める人間的な欲求はペットとの関係性を通じて非常に容易に満たされることに気づくのだろう」。逆にいえば、そうしてペットに傾倒していくことが、憂鬱などの精神的あるいは情動的な問題のシグナルになることがある 。キャットレディは、飼育のための適切な住居やケアを提供する能力を持たずに、猫を多頭飼いするアニマルホーダーとなることもある。

## トキソプラズマ
寄生虫のトキソプラズマとさまざまな精神疾患（強迫性障害や統合失調症）との関連を見出す論文も存在するが、トキソプラズマは感染後の精神病の要因ではないとする論文も出されている。強迫的ホーディングとしての猫の飼育は、強迫性障害の一症状だが、長年にわたって「クレイジーなキャットレディー」の連想を生んでいた。トキソプラズマ症のことをクレイジー・キャットレディ症候群と呼ぶ言葉は、トキソプラズマと様々な精神障害や行動障害を結びつける、科学的な所見を表すためにニュースメディアがつくりだした造語である。

## 事例
- イーディス・ユーイング・ブーヴィエ・ビールと娘のイーディス・ブーヴィエ・ビール（リトル・イディ）は廃墟となったかつての豪邸グレイ・ガーデンズで多数の猫と暮らしていた。家とそこで暮らしていた30匹近くの猫は1979年に娘のイディによって家といっしょに売却されたという[16]。
- バーサ・ランドはカナダのウィニペグで有名なキャトレディで、長年にわたり自分の飼う何十匹もの猫を守るために近隣住人や行政と争いつづけた。彼女の死後も、カナダでは大衆文化のなかに彼女の存在がときおり描かれている。ヴェネチアン・スネアズの曲「For Bertha Rand」とアルバム「Songs About My Cats」はランドへのオマージュであり、劇作家のモーリーン・ハンターの戯曲「The Queen of Queen Street」はランドの生涯を題材にとった作品である[17]。
- ハリー・ポッターシリーズの登場人物ドローレス・アンブリッジ は、猫に対する偏愛で知られる。小説や自分の部屋で、猫をテーマにした絵皿「陽気な猫」のコレクションを壁に飾っている。